# ويليام هنتر (لاعب كرة قدم)
ويليام هنتر (بالإنجليزية: William Hunter)‏ (1 يناير 1888 - 1 يناير 1940) هو لاعب كرة قدم بريطاني (وحمل سابقاً جنسية المملكة المتحدة لبريطانيا العظمى وأيرلندا) في مركز الهجوم. لعب مع مانشستر يونايتد ونادي ليتون أورينت ونادي ليفربول ولينكولن سيتي أف سي.